# Rachel Grate
Rachel Kathleen Grate (* 3. Mai 1986 in Camarillo, Kalifornien) ist eine US-amerikanische Schauspielerin.

## Leben
Grate wurde am 3. Mai 1986 in Camarillo als Tochter des US-Amerikaners Peter Grate und der brasilianischen Theaterschauspielerin Fatima Grate geboren. Die Schauspielerin und Synchronsprecherin Brenda Grate ist ihre jüngere Schwester. Sie spricht fließend Portugiesisch. Der brasilianische Musiker Roberto Carlos ist ein entfernter Verwandter. Ihr Großvater väterlicherseits Richard Grate war Pilot im Zweiten Weltkrieg und arbeitete ab 1957 als Projektingenieur im Raumfahrtprogramm. Gemeinsam mit Wernher von Braun und Weiteren war er an der Entwicklung der Mondrakete Saturn V. Erste schauspielerische Erfahrungen sammelte sie im Kindesalter durch Mitwirkungen in Werbespots. Sie machte ihren Bachelor of Arts in Schauspiel an der University of California, Irvine.
1987 war sie als Baby in einer Episode der Fernsehdokuserie Unsolved Mysteries zu sehen. Als Kinderdarstellerin war Grate ab den frühen 1990er Jahren regelmäßig in Film- und Fernsehproduktionen zu sehen. Eine erste große wiederkehrende Serienrolle erhielt sie 2002 in der Fernsehserie First Monday als Beth Novelli, die sie in insgesamt acht Episoden verkörperte. 2012 spielte sie im Kurzfilm Shoot the Moon die Rolle der Alice Meyers. Sie zählte zu den Hauptcharakteren im Kurzfilm, der unter anderen am 20. August 2012 in Frankreich auf dem Gindou Film Festival sowie auf verschiedenen Filmfestivals in den USA, wie dem Rockport Film Festival oder dem Fargo Film Festival, gezeigt wurde. Von 2016 bis 2019 spielte sie die Rolle der Audra Levine in der Fernsehserie Crazy Ex-Girlfriend. 2017 wirkte sie im Musikvideo zum Lied Belong der Interpreten Dashboard Confessional und Cash Cash mit. 2018 wirkte sie als Sahara im Fernsehfilm Rent-An-Elf: Die Weihnachtsplaner mit. Wiederkehrende Rollen erhielt sie 2019 in der Fernsehserie Relationship Goals sowie 2020 in der Fernsehserie Love in the Time of Corona.

## Filmografie (Auswahl)
- 1987: Unsolved Mysteries (Fernsehdokuserie, 1 Episode)
- 1993: Eine starke Familie (Step by Step, Fernsehserie, Episode 2x23)
- 1998: Mr. Show with Bob and David (Fernsehserie, Episode 4x08)
- 1999: Emergency Room – Die Notaufnahme (ER, Fernsehserie, Episode 5x12)
- 1999: Dill Scallion
- 1999: Chicken Soup for the Soul (Fernsehserie, 1 Episode)
- 1999: MADtv (Fernsehserie, Episode 5x02)
- 2000: The Beach Boys: An American Family (Fernsehfilm)
- 2000–2001: The Amanda Show (Fernsehserie, 3 Episoden, verschiedene Rollen)
- 2001: Mockingbird Don’t Sing
- 2002: First Monday (Fernsehserie, 8 Episoden)
- 2003: Strong Medicine: Zwei Ärztinnen wie Feuer und Eis (Strong Medicine, Fernsehserie, Episode 4x12)
- 2004: Für alle Fälle Amy (Judging Amy, Fernsehserie, Episode 5x14)
- 2009: Genius in Heels (Kurzfilm)
- 2009: Schatten der Leidenschaft  (The Young and the Restless , Fernsehserie, Episode 1x9217)
- 2010: Navy CIS (NCIS, Fernsehserie, Episode 7x11)
- 2010: Tasty Thing (Kurzfilm)
- 2010: Super Morning (Kurzfilm)
- 2011: The Secret Life of the American Teenager (Fernsehserie, Episode 3x23)
- 2011: Navy CIS: L.A. (NCIS: Los Angeles, Fernsehserie, Episode 3x11)
- 2012: Camilla Dickinson
- 2012: Shoot the Moon (Kurzfilm)
- 2013: Security (Kurzfilm)
- 2014: Burning Bridges (Fernsehserie, Episode 1x03)
- 2015: Room 3 (Kurzfilm)
- 2016: Once a Fox (Kurzfilm)
- 2016–2019: Crazy Ex-Girlfriend (Fernsehserie, 6 Episoden)
- 2017: The Past Lives Project (Fernsehserie, 2 Episoden, verschiedene Rollen)
- 2017: Rerouted (Miniserie, 6 Episoden)
- 2017: The Moment Before a Selfie (Kurzfilm)
- 2017: Larry (Kurzfilm)
- 2018: Rent-An-Elf: Die Weihnachtsplaner (Rent-an-Elf, Fernsehfilm)
- 2019: Relationship Goals (Fernsehserie, 9 Episoden)
- 2020: Love in the Time of Corona (Fernsehserie, 5 Episoden)